# Lei Federal do Brasil 10216 de 2001
A Lei nº 10.216 de 6 de abril de 2001, também conhecida como Lei da Reforma Psiquiátrica instituiu um novo modelo de tratamento aos transtornos mentais no Brasil.

## Reforma psiquiátrica
No ano de 1989, dá entrada no Congresso Nacional o Projeto de Lei do deputado Paulo Delgado (PT/MG), que propõe a regulamentação dos direitos da pessoa com transtornos mentais e a extinção progressiva dos manicômios no país. É o início das lutas do movimento da Reforma Psiquiátrica nos campos legislativo e normativo. É somente no ano de 2001, após 12 anos de tramitação e debates no Congresso Nacional, que a Lei Federal 10.216 é sancionada no país pelo então presidente Fernando Henrique Cardoso.
A aprovação, no entanto, é de um substitutivo do Projeto de Lei original, que traz modificações importantes e aperfeiçoamentos no texto normativo. Assim, a Lei Federal 10.216 redireciona a assistência em saúde mental, privilegiando o oferecimento de tratamento em serviços de base comunitária, dispõe sobre a proteção e os direitos das pessoas com transtornos mentais, mas não institui mecanismos claros para a progressiva extinção dos manicômios.
Ainda assim, a promulgação da lei 10.216 impõe novo impulso e novo ritmo para o processo de Reforma Psiquiátrica no Brasil. É no contexto da promulgação da lei 10.216 e da realização da III Conferência Nacional de Saúde Mental, no segundo semestre de 2001, que a política de saúde mental do governo federal, alinhada com as diretrizes da Reforma Psiquiátrica, passa a consolidar-se, ganhando maior sustentação e visibilidade. Logo em seguida, o Ministério da Saúde, por determinação do então ministro José Serra, destinou recursos financeiros específicos para a rede territorial com base na sustentação legal da lei recém-aprovada através da portaria 336, de fevereiro de 2002, que criou as diversas modalidades de CAPS, de acordo com o porte: CAPS-I, CAPS-II e CAPS-III, este último funcionando 24 horas, ou com a finalidade: CAPS-AD - álcool e outras drogas e CAPS-i crianças e adolescentes, este último criado com amparo na lei e nas deliberações da III Conferência.